# Sven Lundgren
Sven Emil Lundgren (ur. 29 września 1896 w Bromma, obecnie w Sztokholmie, zm. 18 czerwca 1960 tamże) – szwedzki lekkoatleta (średniodystansowiec), medalista olimpijski z 1920.
Na igrzyskach olimpijskich w 1920 w Antwerpii zdobył brązowy medal w biegu 3000 metrów drużynowo, razem z kolegami z zespołu Erikiem Backmanem i Edvinem Wide. Na tych samych igrzyskach startował również w biegu na 1500 metrów, w którym zajął 5. miejsce, a także w biegu na 800 metrów, w którym odpadł w półfinale.
Wystąpił na igrzyskach olimpijskich w 1924 w Paryżu, gdzie odpadł w półfinale biegu na 800 metrów i w przedbiegach drużynowego biegu na 3000 metrów.
Był członkiem sztafety 4  × 1500 metrów, która 12 sierpnia 1919 w Sztokholmie ustanowiła rekord świata wynikiem 16:40,2. 27 września 1922 w Sztokholmie poprawił rekord świata w biegu na 1000 metrów czasem 2:28,6. Był rekordzistą Szwecji w biegu na 800 metrów z wynikiem 1:54,3, osiągniętym 21 września 1921 w Sztokholmie.
Lundgren był mistrzem Szwecji w biegu na 800 metrów w latach 1919–1921 i 1923 oraz w biegu na 1500 metrów w latach 1919–1921 i 1924.